# عبد الرحمن بداح المطيري
عبد الرحمن بداح عبد الرحمن المطيري (1977 -)، سياسي كويتي، ووزير الإعلام والثقافة في الكويت من 17يناير 2024. وشغل العديد من المناصب منها: منصب وزير الإعلام والثقافة ووزير الدولة لشؤون الشباب بدولة الكويت، منذ 2020 وحتى 28 ديسمبر 2021، وعاد لنفس الوزارة مرة أخرى في 1 أغسطس 2022 وحتى 17 يناير 2024م. والمدير السابق للهيئة العامة للشباب.

## الحياة العملية[4]
حاصل على بكالوريوس في علم النفس ومساند علوم سياسية، من كلية العلوم الاجتماعية في جامعة الكويت، أدار المكتب الفني لوزارة الإعلام مابين الأعوام 2011-2014 وكان ملحقاً دبلوماسياً بالسفارة الكويتية بالمكتب الإعلامي بالرباط.
- 1996 – 1999 : موظف علاقات عامة بمكتب مدير عام الجنسية.
- 1999 – 2002 : موظف علاقات عامة بمكتب مدير عام المالية في وزارة الداخلية.
- 2002 – 2004 : باحث إعلامي في إدارة إعلام الدول العربية.
- 2004 – 2007 : ملحق إعلامي بالمكتب الإعلامي الكويتي بالرباط.
- 2004 – 2005: نائب رئيس تحرير مجلة «نبراس» والتي يصدرها المكتب الإعلامي الكويتي بالرباط.
- 2005 : المسؤول الإداري والمالي للمكتب الإعلامي الكويتي.
- 2007 : المسؤول بالشؤون الإعلامية المغربية.
- 2011 : مراقب مكتب وكل وزارة الإعلام.
- 2012 : مدير إدارة المكتب الفني لمكتب معالي وزير الإعلام.
- 2014 – 2015 : الوكيل المساعد لقطاع تنمية الشباب – مكتب وزير الدولة لشؤون الشباب.
- 2016 – 2020 : مدير عام الهيئة العامة للشباب.
- 2020 – 2021: وزير الإعلام ووزير الدولة لشؤون الشباب.
- 18 يونيو 2023 - أبريل 2024: وزير الإعلام وزير الأوقاف والشؤون الإسلامية.[5][6]
- 17 يناير 2024: وزير الإعلام والثقافة.[1]

### المشاركات والتكريم
- 3/2002: المشاركة في الأسبوع الإعلامي – مسقط.
- 8/2003: رئيس الوفد الإعلامي المشارك في مهرجان خريف صلالة – سلطنة عمان.
- 11/2004: المشاركة في أعمال الندوة الدولية لتتبع القمة العالمية حول مجتمع الإعلام الذي اختضنته مدينة مراكش المغربية تحت رعاية العاهل المغربي الملك محمد السادس تحت شعار: "دور ومكانة وسائل الإعلام في مجتمع الإعلام بإفريقيا والعالم العربي".
- 11/2004: المشاركة في أعمال ندوة حول "الصحافة المكتوبة والإنتاج التلفزيوني المغربي" والتي نظمتها مؤسسة التوزيع والنشر "سبريس" بالتعاون مع معهد التكوين الصحفي بالعاصمة الاقتصادية – الدار البيضاء.
- 12/2004: مرافقة الوفد الكويتي المشارك في فعاليات المؤتمر الثالث لمؤسسة الفكر العربي الذي حمل عنوان: "العرب بين ثقافة التغيير وتغيير الثقافة.
- 12/2004: تمثيل المكتب الإعلامي الكويتي في المعرض الدولي للكتاب الجامعي بمدينة أغادير – ندوات ومقابلات  صحفية وتلفزيونية وإذاعية.
- 2/2005: المشاركة في الدورة الحادية عشرة للمعرض الدولي للكتاب بمدينة الدار البيضاء وعريف ندوة الأديب إبراهيم الخالدي ضمن فعاليات المعرض.
- 6/2005: تمثيل المكتب الإعلامي في فعاليات المؤتمر الدولي حول تعزيز الحوار بين الثقافات والحضارات التي احتضنته العاصمة المغربية الرباط.
- 12/2005: تنظيم فعاليات الأسبوع الثقافي الكويتي بمدينة القنيطرة – مقابلات صحفية وتلفزيونية وإذاعية.
- 4/2006: المشاركة في معرض الكتاب ضمن فعاليات مهرجان الكريسمس الربيعي في الرباط المكلف من جمعية الأعمال الاجتماعية للوزارة المنتدبة لدى الوزير الأول – مقابلات صحفية وشهادة تقدير.
- 3/2006: حضور فعاليات الدورة الثالثة للمهرجان الدولي لموسيقى الصحراء الذي ينظم تحت رعاية العاهل المغربي بمدينة الراشيدية ومكناس والذي عرف مشاركة فرقة حمد بن حسين للفنون الشعبية الكويتية.
- 11/2006: تنظيم فعاليات أسبوع ثقافي وإعلامي في مدينة مكناس – مقابلات صحفية وتلفزيونية وإذاعية.
- 2/2007: المشاركة في معرض الكتاب الدولي في مدينة الدار البيضاء – مقابلات صحفية وتلفزيونية وإذاعية.
- 4/2007: تنظيم فعاليات الأسبوع الثقافي الإعلامي في مدينة فاس – مقابلات صحفية وتلفزيونية وإذاعية.
- 12/2009: المشاركة في المركز الإعلامي لمؤتمر القمة لمجلس التعاون الخليجي 30.
- 5/2010: تنظيم فعاليات المهرجان الإعلامي في المملكة المغربية – القنيطرة – مقابلات صحفية وتلفزيونية وإذاعية.
- 4/2011: تنظيم فعاليات الأسبوع الثقافي والإعلامي في المملكة المغربية – الرباط – مقابلات صحفية وتلفزيونية وإذاعية.
- 9/2012: المشاركة في اجتماع وكلاء وزراء الإعلام لمجلس التعاون الخليجي في الرياض،
- 9/2012: المشاركة في مهمة رسمية إلى إيطاليا لتوقيع عقد مشاركة دولة الكويت في معرض إيكسبو – ميلان.
- 2/2015: تمثيل دولة الكويت في الدورة الثامنة للجنة العليا بين دولة الكويت والمملكة المغربية.
- 3/2015: تمثيل دولة الكويت في الاجتماع الـ29 للسادة أصحاب السعادة والسمو والمعالي وزراء الشباب والرياضة بدول مجلس التعاون – دولة قطر.
- 4/2016: تمثيل دولة الكويت في الاجتماع الـ30 للسادة أصحاب السعادة والسمو والمعالي وزراء الشباب والرياضة بدول مجلس التعاون – المملكة العربية السعودية.
- 2/2017: رئيس الوفد المشارك في اجتماع اللجنة الفنية المعاونة لمجلس وزراء الشباب والرياضة العرب – الأمانة العامة لجامعة الدول العربي – القاهرة.
- 4/2017: تمثيل دولة الكويت في الاجتماع الـ31 للسادة أصحاب السعادة والسمو والمعالي وزراء الشباب والرياضة بدول مجلس التعاون – مملكة البحرين.
- 4/2017: المشاركة في حفل التكريم الخامس للعاملين في مجال العمل الشبابي المشترك – مملكة البحرين.
- 5/2017: تمثيل دولة الكويت في حفل ختام فعاليات الرباط عاصمة الشباب العربي 2016 – المملكة المغربية (الرباط).
- 11/2017: تمثيل دولة الكويت في المؤتمر الصحفي للإعلان عن جائزة مركز العمل الإنساني للشباب العربي 2017م – الأمانة العامة لجامعة الدول العربية – القاهرة.
- 4/2018: التكريم من قبل المجلس العالمي للتمكين كأحد الشخصيات الشبابية القيادية من بين الـ (50 شخصية) من الوطن العربي والـ (30 شخصيات من دولة الكويت)